# エドワード・アルバート
エドワード・アルバート（Edward Albert, 本名：Edward Laurence Heimberger、1951年2月20日 - 2006年9月22日）は、アメリカ合衆国の俳優、声優、映画製作者。時にはエドワード・アルバート・ジュニア（Edward Albert Jr.）やエドワード・ローレンス・アルバート（Edward Laurence Albert）とクレジットされることもある。身長185センチ。
俳優としての特徴
ロサンゼルス出身。父は俳優のエディ・アルバート、母はメキシコ出身の女優のマーゴ。14歳で子役デビュー。1973年、映画『バタフライはフリー』で第30回ゴールデングローブ賞新人賞を受賞した。映画・テレビドラマへの出演ほか、テレビアニメの声優としても活躍した。1970年代末からはイタリア映画等にも出演し、国際派俳優の道を歩んだ。時にはアクションの演出に携わることもあった。
2006年9月22日、カリフォルニア州マリブの自宅で肺がんのため死去。55歳。 父エディ・アルバートの死からわずか1年後のことだった。
キャリアのピーク
『バタフライはフリー』（1973年）の盲目の青年役で注目され、1976年には戦争大作『ミッドウェイ』（1976年）に於ける日系人女性との恋愛模様が描かれる若き米軍士官役で印象を残した。尚、彼の父親役はチャールトン・ヘストンで、相手役はクリスティーナ・コクボだった。その後、スタンリー・クレーマー監督の『ドミノ・ターゲット』（1976年）、J・リー・トンプスン監督の『愛はエーゲ海に燃ゆ』（1978年）、ポール・ニューマン等豪華出演陣の『世界崩壊の序曲』（1980年）等の大作にも重要な役どころで出演した。
他にはオランダで主にロケしたマット・シンバー監督の『タイム・トゥ・キル/地獄から還った男』（1983年/未/ビデオ）ではレックス・ハリスンやロッド・テイラー、ラフ・ヴァローネといった名優が脇を固めていた。
その後は低予算のアクション映画や数多くのテレビ・シリーズへのゲスト出演が多くなり、1970年代の様に大作や話題作への出演は見られなくなって行った。息の長い活動の中、映画史に残る作品群に参加した父親の名優エディー・アルバートには遠く及ばなかった。
出稼ぎのキャリア
アルバートは数多のイタリア出稼ぎ俳優とは異なり、外国映画への出演はそれ程多くは無い。
1978年にはアントニ・マルゲリーティ監督、リー・ヴァン・クリーフとカレン・ブラック主演の『宝石泥棒大逆転（N.Y.スクイズ・ゲーム）』（未/ビデオ）でイタリア映画へ進出し、スペインのカルロス・ヴァサロ製作の『バトル・ファイター』（1988年）ではメキシコ映画界のスターであるジョージ・リヴェロ（ホルヘ・リヴェロ）との共演だった。また、1970年代に『セルピコ』（1973年）等で印象を残したトニー・ロバーツもカメオ出演していた。
1984年には『ゴースト・イン・京都』（未/ビデオ）の出演のために日本へ訪れ、東映との合作の形で、ケヴィン・コナーが監督だった。

## 主な出演作品

### 映画
- バタフライはフリー Butterflies Are Free (1972)
- エーゲ海の旅情 40 Carats (1973)
- 恐怖の殺人蜜蜂 Killer Bees (1974) テレビ映画
- 死の航海 Death Cruise (1974) テレビ映画
- ミッドウェイ Midway (1976)
- ドミノ・ターゲット The Domino Principle (1977)
- 男と女のアヴァンチュール/紫のタクシー Un taxi mauve (1977)
- 愛はエーゲ海に燃ゆ The Greek Tycoon (1978)
- New Yorkスクイズ・ゲーム The Squeeze (1978)
- 世界崩壊の序曲 When Time Ran Out (1980)
- ギャラクシー・オブ・テラー/恐怖の惑星 Galaxy of Terror (1981)
- タイム・トゥ・ダイ～地獄から帰った男～ A Time to Die (1982)
- ゴースト・イン・京都 The House Where Evil Dwells (1982)
- 地獄のエージェント/緊急指令"究極兵器を追え!" Getting Even (1986)
- 歪んだ殺意 Distortions (1987)
- ファイナル・オペレーション/コンピュータの侵略 Terminal Entry (1987)
- トラブル学園/クレイジー・レッスン The UnderAchievers (1987)
- レスキュー The Rescue (1988)
- バトル・ファイター Fist Fighter (1988)
- ボディ・ランゲージ Body Language (1992) テレビ映画
- シュートファイター/暗黒ドラゴン伝説 Shootfighter: Fight to the Death (1993)
- 不機嫌な赤いバラ Guarding Tess (1994)
- レッド・サン・ライジング Red Sun Rising (1994)
- シークレット・エージェント・クラブ The Secret Agent Club (1996)
- 仮面の男 The Man in the Iron Mask (1998)
- アブレイズ Ablaze (2001)
- ミミック2 Mimic 2 (2001)
- エクストリーマーズ Extreme Honor (2001)
- みにくいアヒルの子 A Light in the Forest (2003)
- A-リスト A-List (2006)
- デプス・ダウン Sea of Fear (2006)

### テレビドラマ
- 燃えよ! カンフー Kung Fu (1974)
- ロス警察24時 Police Story (1975 - 1976)
- 美女と野獣 Beauty and the Beast (1987-1990)
- ドクタークイン 大西部の女医物語 Dr. Quinn, Medicine Woman (1993)
- コナン・ザ・アドベンチャー Conan The Adventurer (1997)
- パワーレンジャー・タイムフォース Power Rangers Time Force (2001)

### テレビアニメ
- スパイダーマン Spider-Man: The Animated Series (1996)
- エクストリーム・ゴーストバスターズ Extreme Ghostbusters (1997)
- インヴェイジョンUSA Invasion America (1998)
- マックス・スティール Max Steel (2001)